# Desa Parapatan (administrativ by i Indonesien, lat -6,45, long 107,72)
Desa Parapatan är en administrativ by i Indonesien.   Den ligger i provinsen Jawa Barat, i den västra delen av landet, 100 km öster om huvudstaden Jakarta.